# اقتراض معبر
الاقتراض المعبر هو اقتراض ألفاظ أجنبية تستحضر إلى الأذهان معاني باطنية.